# BAND AGE
『BAND AGE』（バンドエイジ）は、日本のロックバンド、SOPHIAの12枚目のアルバム。

## 概要
- 本作は2009年6月24日にユニバーサルミュージックよりリリースされた。初回限定盤は全15曲、通常盤は全10曲収録。
- 以前ライブ参加者、配信限定で発表された「BANDAGE」、シングル『Baby Smile』から「Baby Smile」、「そして優しく」、「やめたりできない」を収録。
- 初回盤はセルフカバーアルバムが付いたCD2枚組。

## 収録曲
（全作詞：松岡充）
初回限定盤 Disc1、通常盤
1. BANDAGE
作曲：松岡充
2. what are you looking for?
作曲：都啓一
3. idealistic story
作曲：松岡充
4. そして優しく
作曲：豊田和貴
5. イカロス
作曲：黒柳能生
6. forgiven
作曲：豊田和貴
7. やめたりできない
作曲：松岡充
8. age
作曲：豊田和貴
9. Baby Smile
作曲：松岡充
10. 楽園
作曲：松岡充

初回限定盤 Disc2 <15th記念セルフカバーアルバム>
1. SUNNY DAY
作曲：豊田和貴
2. Maybe
作曲：都啓一
3. 君と揺れていたい
作曲：豊田和貴
4. 黒いブーツ 〜oh my friend〜
作曲：松岡充
5. eye
作曲：都啓一